# التعديل التحديثي

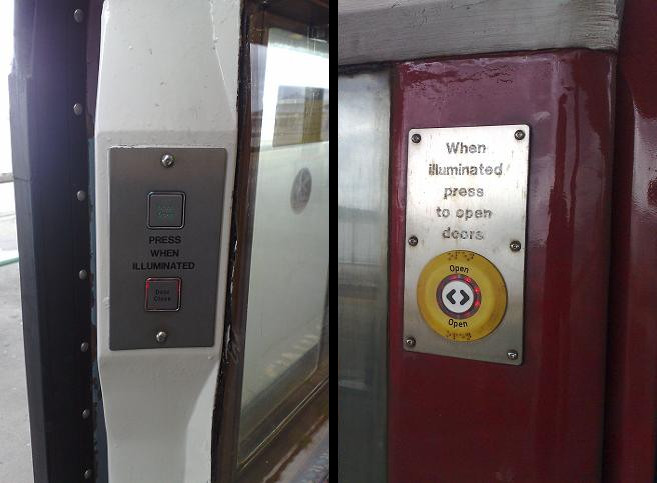

يشير مصطلح التعديل التحديثي إلى التحديث الذي يطرأ على الأنظمة القديمة في التصنيع.

## التعديل التحديثي
يشير التعديل التحديث إلى إضافة تقنية أو ميزات جديدة إلى الأنظمة القديمة، على
سبيل المثال:
•تحديث محطة توليد الكهرباء وتحسين كفاءة محطة توليد الكهرباء / زيادة الإنتاج / تقليل الانبعاثات.
• تحديث الطاقة المنزلية، وتحسين المباني القائمة بمعدات كفاءة الطاقة.
• تعديل الزلازل، عملية تقوية المباني القديمة لجعلها مقاومة

• غالباً ما تخضع السفن البحرية لعملية تعديل في الحوض الجاف لدمج تقنيات جديدة أو تغير تعيينهاالتشغيلي، أو تعويض نقاط الضعف الملحوظة في تصميمها

## فوائد التعديل التحديث
• التوفير في الإنفاق الرأسمالي مع الاستفادة من التقنيات الجديدة .
• الاستفادة المثلى من المكونات النباتية الموجودة • تكييف المصنع للمنتجات الجديدة والمتفيرة.
```
• زيادة عدد القطع ووقت الدورة .
```

• توفر قطع غيار مضمونة .
• تقليل تكاليف الصيانة وزيادة الموثوقية.

### التصنيع
يصف التعديل التحديث بشكل أساس التدابير المتخذة في الصناعة التحويلية للسماح بتركيب الأجزاء الجديدة أو المحدثة للتجميعات القديمة (مثل الشفرات لتوربينات الرياح).
إنتاج الأجزاء المعدلة ضرووي في التصنيع عندما يتم تغيير أو تعديل تصميم مجموعة كبيرة. إذا، بعد تنفيذ التعينات، يرغب العميل (مع نسخة قديمة من المنتج) في شراء جزء بديل، فيجب استخدام الأجزاء المعدلة وتقنيات التجميع بحيث تتناسب الأجزاء المنتجة بشكل مناسب مع التجميع القديم.
يعد التعديل التحديثي عملية مهمة تستخدم للصمامات والمشغلات لضمان التشغيل
الأمثل للمصنع . ومن الأمثلة عل ذلك إعادة تركيب صمام ثلاثي الاتجاه في
صمام ثنائي الاتجاه، مما يؤدي إلى إغلاق إحدى الفتحات الثلاثة لمواصلة استخدام الصمام لأنظمة صناعية معينة.
يمكن أن تؤدي عملية التعديل التحديثي إلى تحسين الوظائف العامة للجهاز أو النظام باستخدام المعدات والتكنولوجيا المتقدمة والمحدثة - مثل دمج واجهات الآلة البشرية في المصانع القديمة.
مثال آخر عل ذلك هو تخصيص السيارة، حيث يتم تجهيز المركبات القديمة
بتقنيات جديدة: نوافذ كهربائية، التحكم في السرعة، أنظمة بدون مفتاح، مضخات الوقود الكهربائية، أنظمة بدون سائق، إلخ.
```
يمكن أيضاً تعديل الشاحنات
[
6
]
 والآلات الزراعية لجعلها بدون سائق.
```

الإدارة البيئية
يستخدم المصطلح أيضاً في مجال الهندسة البيئية، خاصة لوصف مشاريع البناء أو التجديد في المواقع التي تم بناؤها سابقاً، لتحسين جودة المياه في الجداول أو الأنهار
أو البحيرات القريبة. وقد تم تطبيق هذا المفهوم أيضاً لتغيير مزيج إنتاج الطاقة من محطات توليد الطاقة إلى التوليد المشترك في المناطق الحضارية مع إمكانية التدفئة المركزية.
يمكن للمواقع ذات الأسطح غير المليئة (مثل مواقف السيارات وأسطح المنازل) أن تولد مستويات عالية من جريان مياه الأمطار خلال العواصف المطيرة، وقد يتسبب ذلك في إتلاف المسطحات المائية القريبة. غالباً ما يمكن معالجة هذه المشاكل عن طريق تثبيت ميزات جديدة لإدارة مياه العواصف على الموقع، وهي عملية يشير إليها الممارسون بأنها إعادة تجهيز مياه العواصف. تشمل ممارسات إدارة مياه العواصف
المستخدمة في مشاروعات التعديل التحديث :حدائق المطر، وتعبيد الطرق والسقوف الخضراء.

## السفن البحرية
خضعت العديد من السفن البحرية لعملية إعادة تأهيل وتجديد، وأحياناً فئات كاملة في وقت واحد. عل سبيل المثال، شهد برنامج ترقية التهديدات الجديدة التابع للبحرية الأمريكية العديد من السفن التي تم تعديلها لتحسين قدرتها على مقاومة الهواء.
غالباً ما يتم تعديل السفن البحرية لواحد من ثلاثة أسباب: لدمج تقنية جديدة، أو تعويض فجوات الأداء أو نقاط الضعف في التصميم، أو لتغير تصنيف السفينة .
غالًبا ما تكون جيوش العالم من الدول التي تتبنى المتحمسين لاحدث التقنيات، وقد حفزت الحروب العديد من التطورات التكنولوجية، خاصة في مجالات مثل الرادار والاتصالات اللاسلكية. وبسبب هذا، والاستثمار الكبير الذي يمثله هيكل السفينة، فمن الشائع أن يتم إجراء التعديل التحديثي كلما تم تطوير أنظمة جديدة. قد يكون هذا صغيراً مثل استبدال نوع واحد من الراديو بنوع آخر، أو استبدال معدات التشفير القديمة بطرق أكثر اماناً للاتصال، أو كبيرة مثل استبدال البنادق والأبراج بأكملها، أو إضافة لوحة دروع، أو أنظمة دفع جديدة.
يتم تحديث السفن الأخرى لتعويض نقاط الضعف الملحوظة في قدراتها التشغيلية. كان هذا هو الغرض الثانوي ل رنامج ترقية التهديد الجديد للبحرية الأمريكية، على
سبيل المثال .التغيرات الرئيسية في العقيدة أو فن الحرب تتطلب ابضاً تغيرات. مثل الترقيات المضادة للطائرات التي تتم على العديد من السفن في الحرب العالمية الثانية، حيث أصبحت القوة الجوية جزءاً مهيمنا ً من الإستراتيجية والتكتيكات البحرية.
بالإضافة إلى ذلك، وبسبب الاستثمار الذي يمثله الهيكل، يقوم عدد قليل من القوات البحرية بإلغاء السفن الحربية في الخطوط الأمامية. في كثير من الأحيان يتم تعديل السفن الصغيرة للقيام بدوريات أو خفر السواحل أو الأدوار المتخصصة عندما
لا تكون صالحة للخدمة كجزء من أسطول الحرب. تم تحويل فئة Momi اليابانية
من فترة ما بين الحربين، عل سبيل المثال، من المدمرات إل زوارق الدورية في عام 1939 ، لأنها لم تعد قادرة بما يكفي للخدمة في دور المدمرة.في أوقات أخرى، يتم
تعديل الصفوف الدراسية لأنها لم تعد هناك حاجة إليها في الحرب، بسبب التغيرات في التكتيكات. عل سبيل المثال، كانت USS Langley حاملة طائرات تم تحويلها كولير
```
(سفينة تحمل الفحم لتزويد السفن البخارية التي تعمل بالفحم بالوقود) .
```

بسبب الاستخدام المكثف للتأهيل وإعادة تجهيز القوات البحرية الخيالية تشمل أيضاً
المفهوم. عل سبيل المثال، في لعبة Star Trek MMORPG ، يمكن للاعب Star TrekOnline شراء سفن معدلة من فئة سفن StarTrekالشهيرة مثل تلك التي يديرها أبطال سلسلة Star Trek TV. يتم ذلك للسماح للاعبين بتجربة السفن
الأيقونية من السلسلة القديمة من العرض التي لم تكون بطبيعة الحال أحدث وأكبر السفن بسبب تقادمها أو حجمها ولكن يتم تعديلها لتكون مناسبة للاعب عالي المستوى .